# 1968年グルノーブルオリンピックのフィンランド選手団
1968年グルノーブルオリンピックのフィンランド選手団（1968ねんグルノーブルオリンピックのフィンランドせんしゅだん）は、1968年2月6日から2月18日まで、フランスのグルノーブルで開催された1968年グルノーブルオリンピックのフィンランド選手団、およびその競技結果。

## 概要
今大会では、金メダル1個、銀メダル2個、銅メダル2個の合計5個のメダルを獲得した。
スピードスケート女子1500mでは、カイヤ・ムストーネンがフィンランド女子選手として初めてオリンピックのスピードスケート競技の金メダルを獲得した。

## メダル
| メダル | 選手名                                                                              | 競技                   | 種目             |
| ------ | ----------------------------------------------------------------------------------- | ---------------------- | ---------------- |
| 金     | カイヤ・ムストーネン                                                                | スピードスケート       | 女子1500m        |
| 銀     | エーロ・マンティランタ                                                              | クロスカントリースキー | 男子15km         |
| 銀     | カイヤ・ムストーネン                                                                | スピードスケート       | 女子3000m        |
| 銅     | エーロ・マンティランタ                                                              | クロスカントリースキー | 男子30km         |
| 銅     | カレヴィ・オイカライネン ハンヌ・タイパレ カレヴィ・ラウリラ エーロ・マンティランタ | クロスカントリースキー | 男子4×10kmリレー |